# Waterbed Hev
A Waterbed Hev Heavy D első szólóalbuma és 6. nagylemeze.
Az album 1997. április 22-én jelent meg az Uptown Records kiadásában. Az album a Billboard lista 9. helyéig jutott, a Top R&B listán a 3. helyen landolt. Az albumról négy kislemez jelent meg, és több vendégművész is képviseltette magát az album elkészítésében.

## Számlista
1. "Big Daddy"- 4:09
2. "Keep It Comin'"- 4:26
3. "You Can Get It" feat. Lost Boyz & Soul for Real- 4:41
4. "Waterbed Hev"- 4:28
5. "Shake It- 4:11
6. "I'll Do Anything"- 3:52
7. "Don't Be Afraid" feat. Big Bub- 4:14
8. "Justa' Interlude"- 1:06
9. "Can You Handle It" feat. Tha Dogg Pound & MC Gruff- 4:15
10. "Wanna Be a Player"- 2:41
11. "Get Fresh Hev"- 3:02
12. "Big Daddy" (Remix) feat. MC Gruff- 3:31

## Felhasznált zenei alapok
- "Big Daddy (Remix)"
  - "Back to Life" Soul II Soul dal
- "Don't Be Afraid"
  - "Gimme What You Got" Le Pamplemousse dal
- "I'll Do Anything"
  - "I Can't Go for That (No Can Do)" Hall & Oatesdal
- "Keep It Coming"
  - "Yearning for Your Love" The Gap Band dal
- "Wanna Be a Player"
  - "I Think I Love You" The Partridge Family dal
- "Waterbed Hev"
  - "Givin' It Up Is Givin' Up" Patrice Rushendal
- "You Can Get It"
  - "Risin' to the Top" Keni Burke dal
  - "Go Stetsa I" Stetsasonicdal